# Bucquoy
 Bucquoy  es una población y comuna francesa, situada en la región de Norte-Paso de Calais, departamento de Paso de Calais, en el distrito de Arras y cantón de Croisilles.

## Demografía
| 1368 | 1344 | 1307 | 1253 | 1243 | 1218 |
| Para los censos de 1962 a 1999 la población legal corresponde a la población sin duplicidades (Fuente: INSEE [Consultar]) |      |      |      |      |      |